# Glee: The Music, Volume 1
Glee: The Music, Volume 1 é o primeiro álbum de trilha sonora gravado pelo elenco da série americana Glee, exibida pelo canal FOX. Ele contém covers apresentados nos nove primeiros episódios da primeira temporada e foi lançado em 2 de novembro de 2009 pela Columbia Records. O disco foi recebido de forma mista pela crítica especializada: os números em grupo foram elogiados, mas também comparados a performances de karaokê. Glee: The Music, Volume 1 estreou em primeiro lugar nas paradas de álbuns da Irlanda e do Reino Unido, além de alcançar a terceira posição na Austrália e a quarta no Canadá e nos Estados Unidos. Mais tarde, foi certificado platina nos cinco países.
Todas as faixas, exceto as bônus, foram lançadas como singles digitais. O primeiro deles, "Don't Stop Believin'", originalmente da banda Journey, alcançou as cinco primeiras posições em paradas de diversos países e vendeu mais de um milhão de cópias nos Estados Unidos. Outros singles que alcançaram boas posições foram "Somebody to Love", da banda Queen, "Sweet Caroline", de Neil Diamond, e "Defying Gravity", do musical Wicked. O disco foi nomeado ao Grammy de 2011 na categoria de melhor trilha sonora para mídia visual. O elenco de Glee realizou a turnê Glee Live! In Concert! para promover a primeira temporada da série e seus lançamentos musicais.

## Desenvolvimento
Glee estreou nos Estados Unidos, no canal Fox, em 19 de maio de 2009. O criador da série, Ryan Murphy, planejava incluir entre cinco e oito números musicais por episódio, com a intenção de lançar álbuns de trilha sonora com meses de diferença. Na semana que antecedeu o lançamento do episódio piloto, Murphy disse que sete companhias diferentes teriam direitos sobre a primeira trilha sonora da série. Esse número foi diminuído para quatro selos, com a Fox finalmente assinando um contrato com a Columbia Records, pelo fato do presidente Rob Stringer acreditar que Glee "seria um sucesso". Stringer sugeriu que outras gravadoras subestimaram o potencial das gravações de Glee, por serem todas versões covers.
Murphy foi o responsável por selecionar todas as canções regravadas pelo elenco e disse ter tentado criar um equilíbrio entre canções de musicais e sucessos de outros artistas. Ele afirmou ter ficado surpreso com a facilidade com a qual as gravadoras aprovaram suas escolhas, explicando: "Eu acho que a chave para isso é que eles amam o tom da série. Amam que esse programa seja sobre otimismo e jovens, na maior parte, reinterpretando seus clássicos para um novo público". Os direitos foram resolvidos com seus publicadores pelo supervisor musical P.J. Bloom, e o produtor musical Adam Anders criou novos arranjos para o elenco. "Take a Bow" foi oferecida em um preço acessível, o que surpreendeu Murphy, que acreditava que não poderia pagar pelos direitos pelo fato de ter sido um single número um na Billboard 200 da Rihanna. Neil Diamond ficou relutante em ceder a licença de "Sweet Caroline" para a série, e retirou a autorização depois da versão já ter sido gravada. Bloom o convenceu a mudar de ideia, e Diamond também autorizou que sua canção "Hello Again" fosse usada mais tarde. As dezessete faixas escolhidas para a versão padrão do álbum foram consideradas pela equipe as mais populares da série até então.

## Faixas
| N.º | Título                                      | Compositor(es)                                                                                               | Artista original                                     | Duração |  |
| 1.  | "Don't Stop Believin'"                      | Jonathan Cain, Steve Perry, Neal Schon                                                                       | Journey                                              | 3:50    |  |
| 2.  | "Can't Fight This Feeling"                  | Kevin Cronin                                                                                                 | REO Speedwagon                                       | 3:29    |  |
| 3.  | "Gold Digger"                               | Kanye West, Ray Charles, Renald Richard                                                                      | Kanye West feat. Jamie Foxx                          | 3:00    |  |
| 4.  | "Take a Bow"                                | Ne-Yo, Tor Erik Hermansen, Mikkel Storleer Eriksen                                                           | Rihanna                                              | 3:35    |  |
| 5.  | "Bust Your Windows"                         | Jazmine Sullivan, Salaam Remi, DeAndre Way                                                                   | Jazmine Sullivan                                     | 4:19    |  |
| 6.  | "Taking Chances"                            | Kara DioGuardi, David A. Stewart                                                                             | Platinum Weird / Celine Dion                         | 3:55    |  |
| 7.  | "Alone" (feat. Kristin Chenoweth)           | Billy Steinberg, Tom Kelly                                                                                   | Heart                                                | 3:40    |  |
| 8.  | "Maybe This Time" (feat. Kristin Chenoweth) | John Kander e Fred Ebb                                                                                       | Liza Minnelli no filme Cabaret                       | 2:57    |  |
| 9.  | "Somebody to Love"                          | Freddie Mercury                                                                                              | Queen                                                | 4:43    |  |
| 10. | "Hate on Me"                                | Jill Scott, Adam Blackstone, Steve McKie                                                                     | Jill Scott                                           | 3:30    |  |
| 11. | "No Air"                                    | James Fauntleroy II, Eric "Blue Tooth" Griggs, Harvey Mason, Jr., Damon Thomas, Steve Russell, Michael Scala | Jordin Sparks e Chris Brown                          | 4:23    |  |
| 12. | "You Keep Me Hangin' On"                    | Holland–Dozier–Holland                                                                                       | The Supremes                                         | 2:40    |  |
| 13. | "Keep Holding On"                           | Avril Lavigne, Lukasz Gottwald                                                                               | Avril Lavigne                                        | 4:04    |  |
| 14. | "Bust a Move"                               | Marvin Young, Matt Dike, Michael Ross                                                                        | Young MC                                             | 4:24    |  |
| 15. | "Sweet Caroline"                            | Neil Diamond                                                                                                 | Neil Diamond                                         | 1:58    |  |
| 16. | "Dancing with Myself"                       | Billy Idol, Tony James                                                                                       | Generation X / Billy Idol                            | 3:10    |  |
| 17. | "Defying Gravity"                           | Stephen Schwartz                                                                                             | Idina Menzel, Kristin Chenoweth e o elenco de Wicked | 2:21    |  |

| Faixa bônus no iTunes |                         |                           |                  |         |  |
| N.º                   | Título                  | Compositor(es)            | Artista original | Duração |  |
| 18.                   | "I Say a Little Prayer" | Burt Bacharach, Hal David | Dionne Warwick   | 1:40    |  |

| Faixas bônus no Target |                                 |                                       |         |  |
| N.º                    | Título                          | Artista original                      | Duração |  |
| 18.                    | "I Wanna Sex You Up"            | Color Me Badd                         | 2:06    |  |
| 19.                    | "I Could Have Danced All Night" | Julie Andrews no musical My Fair Lady | 1:23    |  |
| 20.                    | "Leaving on a Jet Plane"        | John Denver                           | 1:30    |  |

| Faixas bônus no Wal-Mart |                                                       |                                     |                             |         |  |
| N.º                      | Título                                                | Compositor(es)                      | Artista original            | Duração |  |
| 18.                      | "Take a Bow" (Versão karaokê do elenco de Glee)       | Ne-Yo, T.E. Hermansen, M.S. Eriksen | Rihanna                     | 3:35    |  |
| 19.                      | "Gold Digger" (Versão karaokê do elenco de Glee)      | West, Charles, Richard              | Kanye West feat. Jamie Foxx | 3:00    |  |
| 20.                      | "Somebody to Love" (Versão karaokê do elenco de Glee) | Mercury                             | Queen                       | 4:43    |  |

## Recepção

### Críticas profissionais
| Críticas profissionais | Críticas profissionais |
| Pontuações agregadas   | Pontuações agregadas   |
| Fonte                  | Avaliação              |
| ---------------------- | ---------------------- |
| Metacritic             | (60-100)               |
| Avaliações da crítica  |                        |
| Fonte                  | Avaliação              |
| Allmusic               | [ 15 ]                 |
| Entertainment Weekly   | (B)                    |
| IGN                    | [ 12 ]                 |
| The Guardian           | [ 17 ]                 |
| Billboard              | 85                     |

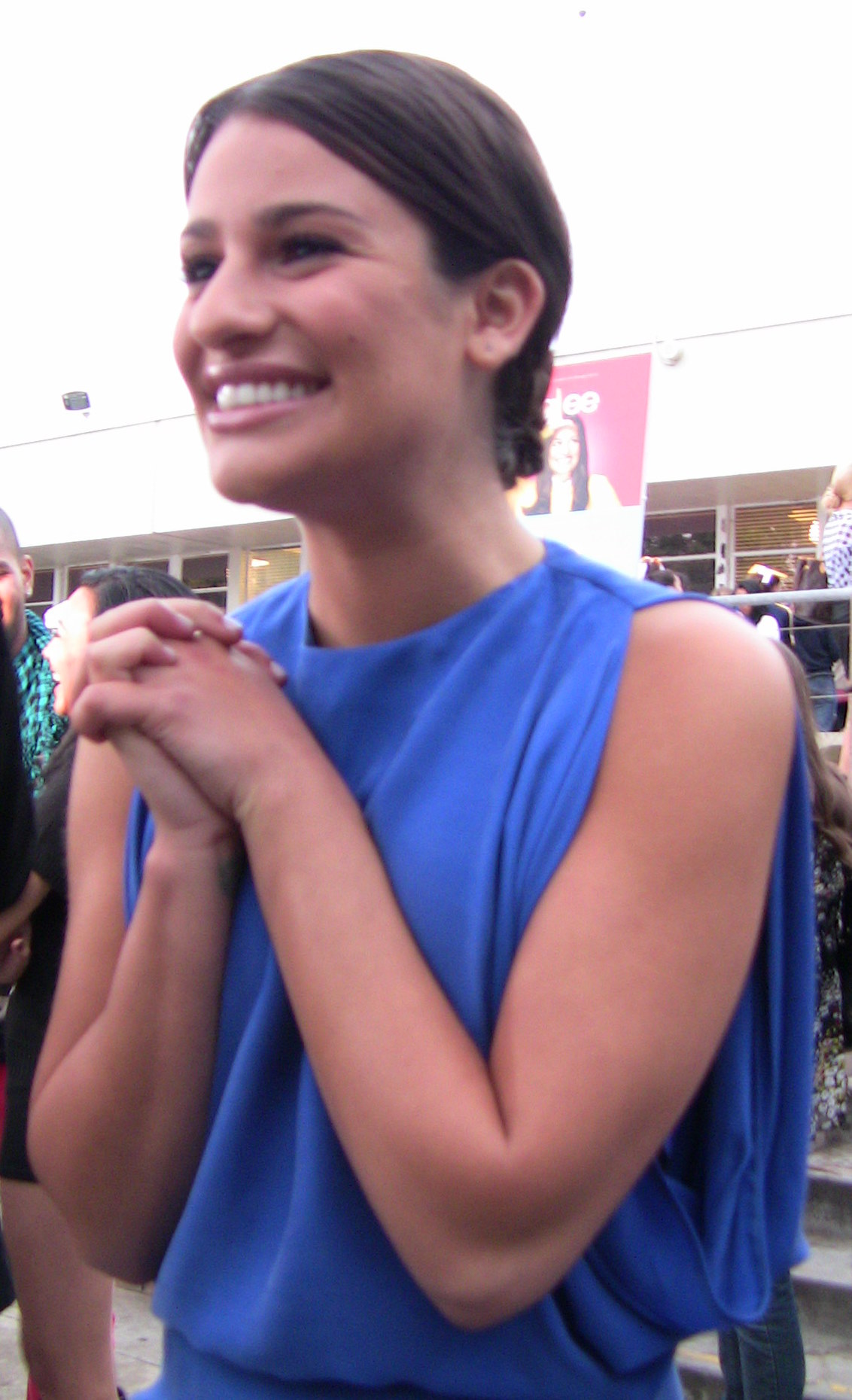
Os vocais de Lea Michele (foto) foram elogiados pela crítica especializada.

Glee: The Music, Volume 1 recebeu críticas geralmente favoráveis, recebendo uma média de 60/100 no Metacritic, que se baseou em oito opiniões de publicações de páginas especializadas na área da música. Andrew Leahey do site Allmusic criticou que alguns dos membros do elenco são melhores como atores do que como vocalistas, mas deu elogios especiais às músicas de Michele, sugerindo que a trilha sonora é uma grande vitrine para seu talento, e que ela supera a maioria dos artistas originais.
Leah Greenblatt do Entertainment Weekly, escreveu que a trilha sonora é essencialmente um álbum de karaoke, descrevendo as canções como "sem pedir desculpas sinceras", faltando a série "inteligência subversiva, mas com" uma espécie tonta de 'vamos colocar o seu charme um show'". Mikael Wood da Billboard, considerou que as músicas de maior sucesso são as menos adequadas para série, como as baladas de rock "Don't Stop Believin'" e "Can't Fight This Feeling". Wood também comentou que "Take a Bow" e "Bust Your Windows" também são agradáveis, mas "falta um  certo triunfo na vingança-dos-nerds".
Brian Linder da IGN notou que Morrison não se destaca como um mestre de cerimônias, mas ainda se encontram as suas tentativas agradáveis de se-superar. Ele geralmente aprovou a lista de faixas, mas encontrou as músicas mais antigas, como "Sweet Caroline" e "Say a Little Prayer" falta de ressonância, e chamou "You Keep Me Hangin 'On", como o mais fraco desempenho. Linder elogiou Riley e os vocais de Michele, e amou os covers de "Somebody to Love" e "Keep Holding On", sugerindo que este último supera a versão original. Alexis Petridis do The Guardian comentou que o álbum exige uma suspensão de dúvida, atribuindo alguns comentários negativos de críticos norte-americanos para a sua incapacidade de aceitar a fantasia da série.
Glee: The Music, Volume 1 recebeu uma nomeação ao 53rd Grammy Awards  na categoria Grammy Award for Best Compilation Soundtrack for Visual Media.

### Comercial
Glee: The Music, Volume 1 estreou no número quatro na Billboard 200, vendendo 113.000 cópias em sua primeira semana de lançamento. Tendo alcançado a primeira posição em 1 de maio de 2010. Em 9 de setembro de 2010, o álbum foi certificado como platina pela Recording Industry Association of America por vendas superiores a um milhão de cópias. Em maio de 2011, 1,169 milhões de cópias foram vendidas nos Estados Unidos, e manteve-se na Billboard 200 durante setenta e três semanas. No Reino Unido, o álbum entrou no Top 75, três semanas antes de seu lançamento oficial, pelas vendas importadas. Após seu lançamento oficial, o disco estreou no número um, com vendas de 62 mil cópias de acordo com a The Official Charts Company. Foi certificado disco de platina por 300 mil cópias vendidas pela British Phonographic Industry em 21 de maio de 2010. Na Austrália, o álbum alcançou a posição número três, e foi disco de platina por 70 mil cópias vendidas pela Australian Recording Industry Association (ARIA) em 2009, e recebeu uma certificação de multi-platina no ano seguinte. Ele chegou ao número quatro no Canadá, e foi certificado de platina por 80 mil unidades vendidas pela Music Canada. O álbum também alcançou a posição número um na Irlanda, oito na Nova Zelândia, nove na Holanda, 34 na Áustria e na Valónia, 37 no México, 48 na Suíça, 69 na Espanha, 74 na Flandres, e 80 no Japão.

## Singles
Cada uma das canções incluídas em Glee: The Music, Volume 1, exceto as faixas bônus, foram lançadas como singles, disponível para download digital. Tendo um bom desempenho comercial, Glee Cast se tornou o best-selling artista na Billboard Hot 100 em 51 anos. Seu single de estréia "Don't Stop Believin'" alcançou o número cinco na Austrália, o número quatro nos Estados Unidos e Irlanda, e número dois no Reino Unido. Nos Estados Unidos, 177 mil cópias da canção foram vendidas em sua primeira semana de lançamento. O número quatro na estréia superou a versão original, que alcançou a posição número nove em 1981. A versão original vendeu 42 mil cópias na semana em que Glee Cast lançou sua versão, tendo um aumento de 48 por cento. "Don't Stop Believin'"  foi também o single do elenco mais vendido, e já vendeu 1,005 mil milhão de cópias nos EUA, uma combinação de vendas a partir da versão original (921 mil) e a regravação para do final da temporada (84 mil). Foi certificado de ouro pela Recording Industry Association of America em 13 de outubro de 2009, e platina pela Australian Recording Industry Association no ano seguinte.
Em 22 de outubro de 2010, o site Yahoo! Music publicou uma lista das vinte músicas mais populares de Glee, com base em dados de download da Nielsen SoundScan. Dos vinte singles mais vendidos, oito são incluídos em Glee: The Music, Volume 1: "Don't Stop Believin'", "Defying Gravity" (335,000 copies), "Somebody to Love" (315,000), "Sweet Caroline" (187,000), "Take a Bow" (181,000), "Keep Holding On" (166,000), "Taking Chances" (163,000) e "Alone" (159,000). Após Glee apresentar as canções no episódio Showmance, as versões originais de Rihanna para "Take a Bow" e de Queen para "Somebody to Love" aumentaram 189 e 61 por cento respectivamente.

## Solos vocais
- Lea Michele (Rachel) - "Don't Stop Believin'", "Take a Bow", "Taking Chances", "Maybe This Time", "Somebody to Love", "No Air", "Keep Holding On" e "Defying Gravity"
- Cory Monteith (Finn) - 	"Don't Stop Believin'", "Can't Fight This Feeling", "Somebody to Love", "No Air", "Keep Holding On" e "I Wanna Sex You Up"
- Matthew Morrison (Will) - "Gold Digger", "Alone", "Bust a Move", "I Wanna Sex You Up" e 	"Leaving on a Jet Plane"
- Amber Riley (Mercedes) - "Gold Digger", "Bust Your Windows", "Somebody to Love" e "Hate on Me"
- Kevin McHale (Artie) - "Gold Digger", "Somebody to Love" e "Dancing with Myself"
- Mark Salling (Puck) - "Sweet Caroline" e "I Wanna Sex You Up"
- Dianna Agron (Quinn) - "You Keep Me Hangin' On" e "I Say a Little Prayer"
- Kristin Chenoweth (April) - "Alone" e "Maybe This Time"
- Chris Colfer (Kurt) - "Defying Gravity"
- Jayma Mays (Emma) - "I Could Have Danced All Night"

## Paradas musicais e certificações
| Parada (2009)                   | Melhor posição |
| ------------------------------- | -------------- |
| Australian Albums Chart         | 3              |
| Canadian Albums Chart           | 4              |
| Mexican Albums Chart            | 37             |
| New Zealand Albums Chart        | 8              |
| Billboard 200                   | 4              |
| Parada (2010)                   | Melhor posição |
| Belgian Albums Chart (Wallonia) | 34             |
| Dutch Albums Chart              | 9              |
| Billboard Soundtracks           | 1              |
| Spanish Albums Chart            | 69             |
| Irish Albums Chart              | 1              |
| UK Albums Chart                 | 1              |
| Parada (2011)                   | Melhor posição |
| Austrian Albums Chart           | 34             |
| Belgian Albums Chart (Flanders) | 69             |
| French Albums Chart             | 52             |
| German Album Charts             | 21             |
| Italian Compilations Chart      | 13             |
| Japanese Albums Chart           | 80             |
| Polish Albums Chart             | 47             |
| Swiss Albums Chart              | 48             |

| Região         | Fornecedor   | Certificação (vendas necessárias) |
| -------------- | ------------ | --------------------------------- |
| Austrália      | ARIA         | Platina                           |
| Canadá         | Music Canada | Platina                           |
| Estados Unidos | RIAA         | Platina                           |
| Irlanda        | IRMA         | 3× Platina                        |
| Nova Zelândia  | RIANZ        | Platina                           |
| Reino Unido    | BPI          | Platina                           |